# Monoplex parthenopeus
Monoplex parthenopeus (cientificamente denominada Cymatium parthenopeum no século XX; nomeada, em inglês, Neapolitan triton, com Nápoles, na Itália, citada como localidade de coleta de seu tipo nomenclatural; ou giant triton e hairy whelk ou, em uma fusão de ambas as denominações, giant hairy triton; podendo ser denominadas búzio-peludo ou búzio-cabeludo, em português; Riesen-Triton ou Neapolitanische Triton, em alemão; Τρίτωνας Νάπολης, em grego moderno, e カコボラ, em japonês) é uma espécie de molusco gastrópode marinho pertencente à família Cymatiidae. Foi classificada por C. U. von Salis Marschlins em 1793; descrita como Murex parthenopeus no texto "Reisen in verschieden Provinzen den Königreischs Neapel"; colocada no gênero Murex. Esta espécie ocorre em quase todos os mares e oceanos tropicais da Terra, incluindo o Mediterrâneo, oceano Atlântico, mar do Caribe e Indo-Pacífico; até a costa sul do Japão, Austrália e Nova Zelândia, no Pacífico. Suas larvas se alimentam de plâncton e são capazes de atrasar sua metamorfose até encontrarem um substrato favorável; desta maneira podendo viajar pelas correntes oceânicas a pontos bastante distantes do seu local de origem e a tornando uma espécie quase cosmopolita.

## Descrição da concha
Conchas de 10 a 18 centímetros de comprimento, quando desenvolvidas, com coloração de castanha a branca, fortemente esculpidas por um relevo de cordões espirais nítidos; geralmente dotadas de mais de uma variz, de 2 a 3, e com o lábio externo engrossado, sulcado de manchas castanhas e com columela também listrada de castanho e branco. Espiral mais ou menos alta, com 7 a 8 voltas. Apresentam um perióstraco castanho-amarelado, de característicos filamentos, e opérculo córneo, castanho e bem desenvolvido, com anéis concêntricos e núcleo periférico.

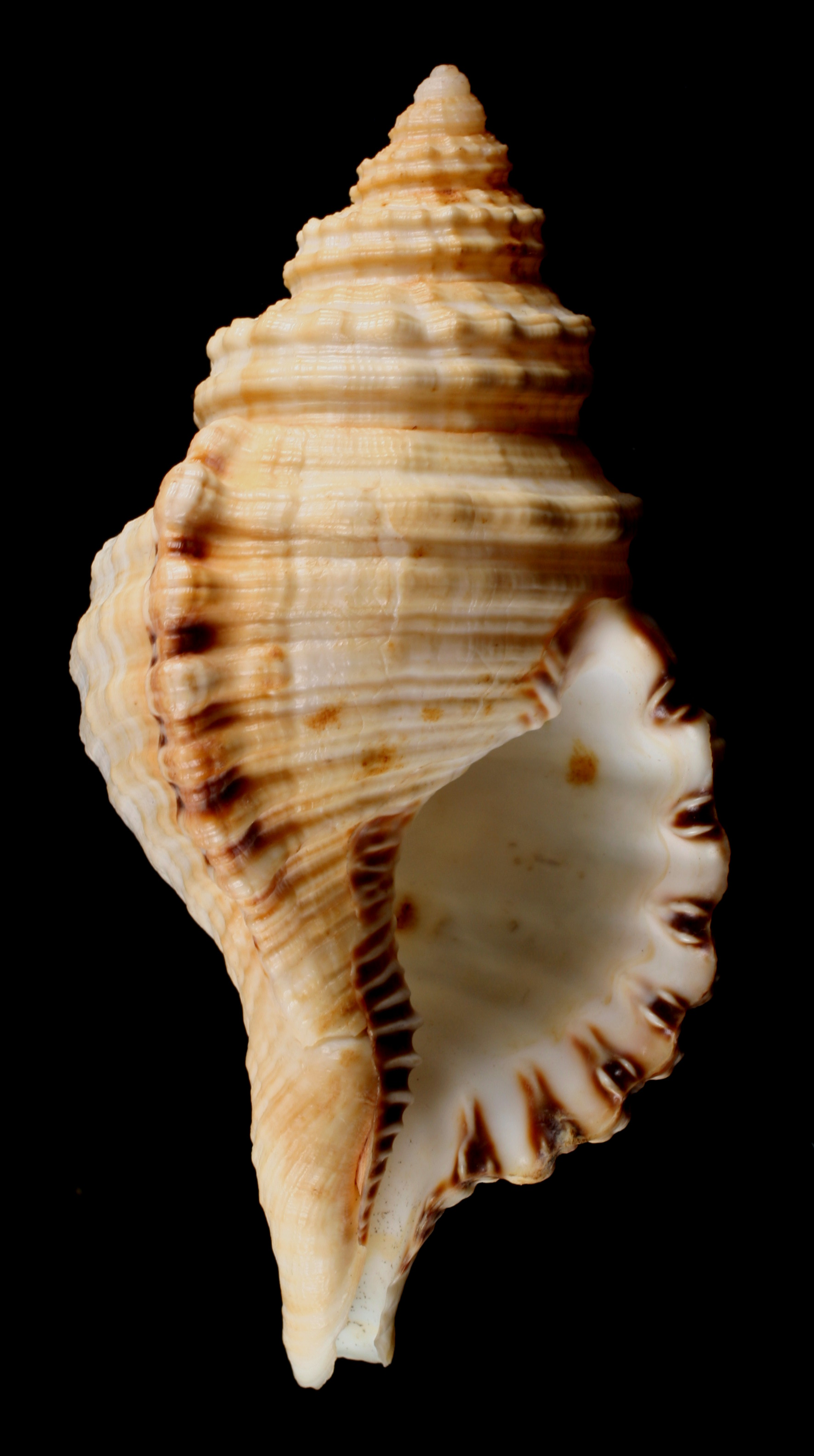
Fotografia da concha de M. parthenopeus, sem o perióstraco.
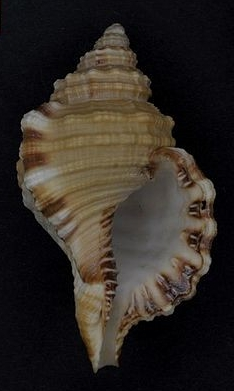
Fotografia da concha de M. parthenopeus, sem o perióstraco; da coleção do Museu de História Natural de Leiden.
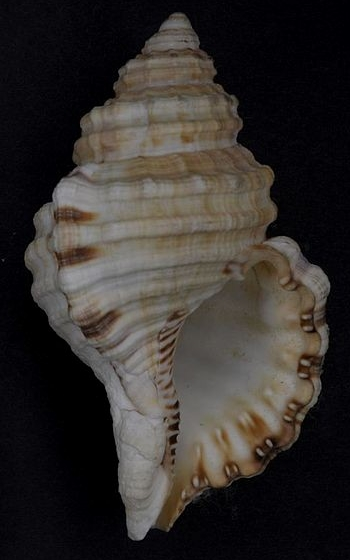
Fotografia da concha de M. parthenopeus, sem o perióstraco; da coleção do Museu de História Natural de Leiden.
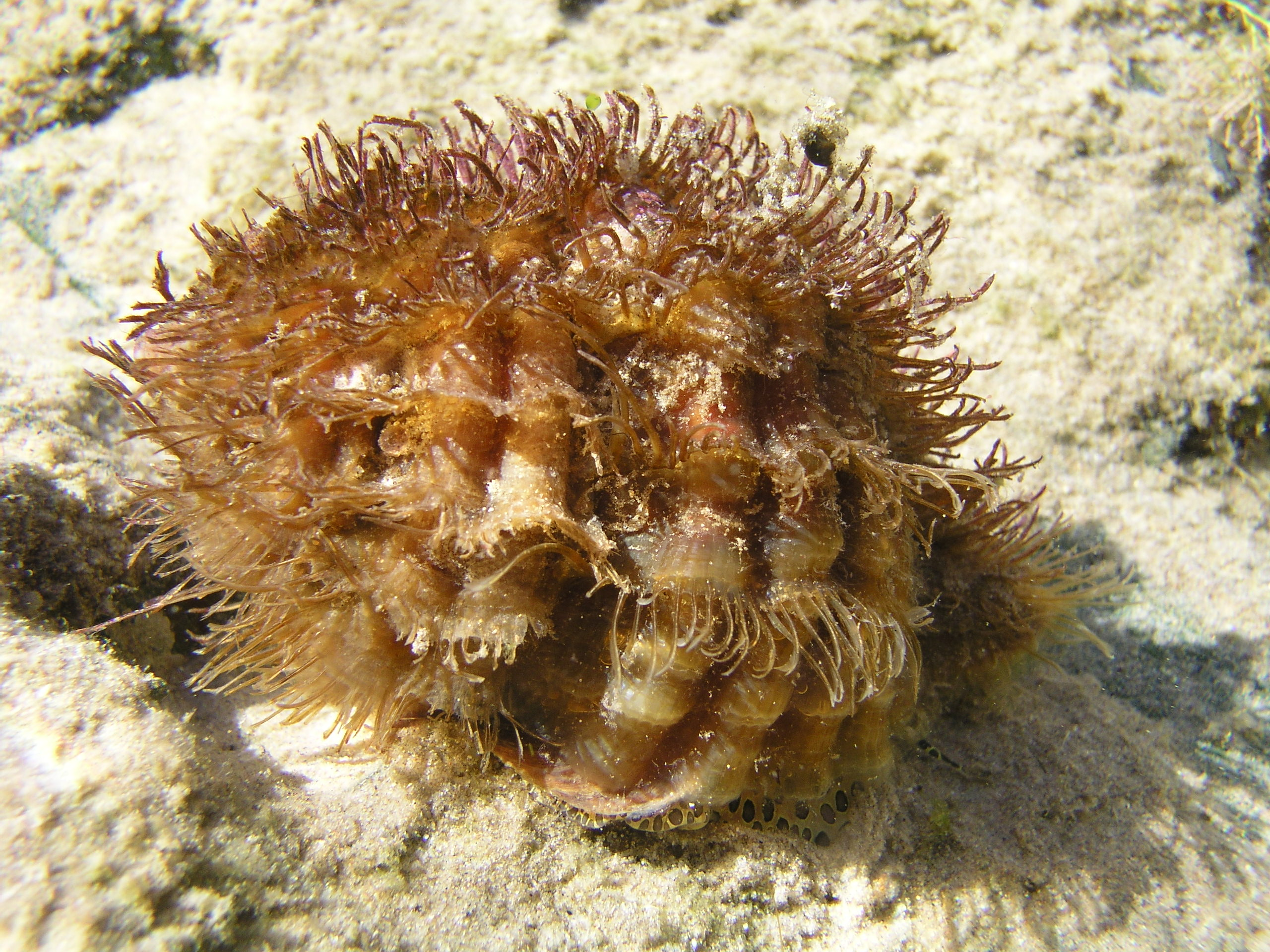
Fotografia da concha de M. parthenopeus, com o perióstraco, em seu habitat, na Austrália.

## Habitat e uso
Monoplex parthenopeus ocorre em águas rasas, na zona entremarés, entre o nível médio do mar até os 75 metros de profundidade e em substrato arenoso ou de arrecifes; em bancos de mexilhões e boias. Conchas de indivíduos mortos são frequentemente depositadas nas praias. A espécie é comestível e utilizada como isca para a pesca, sendo encontrada nos sambaquis da costa brasileira.